# Kozák bílý

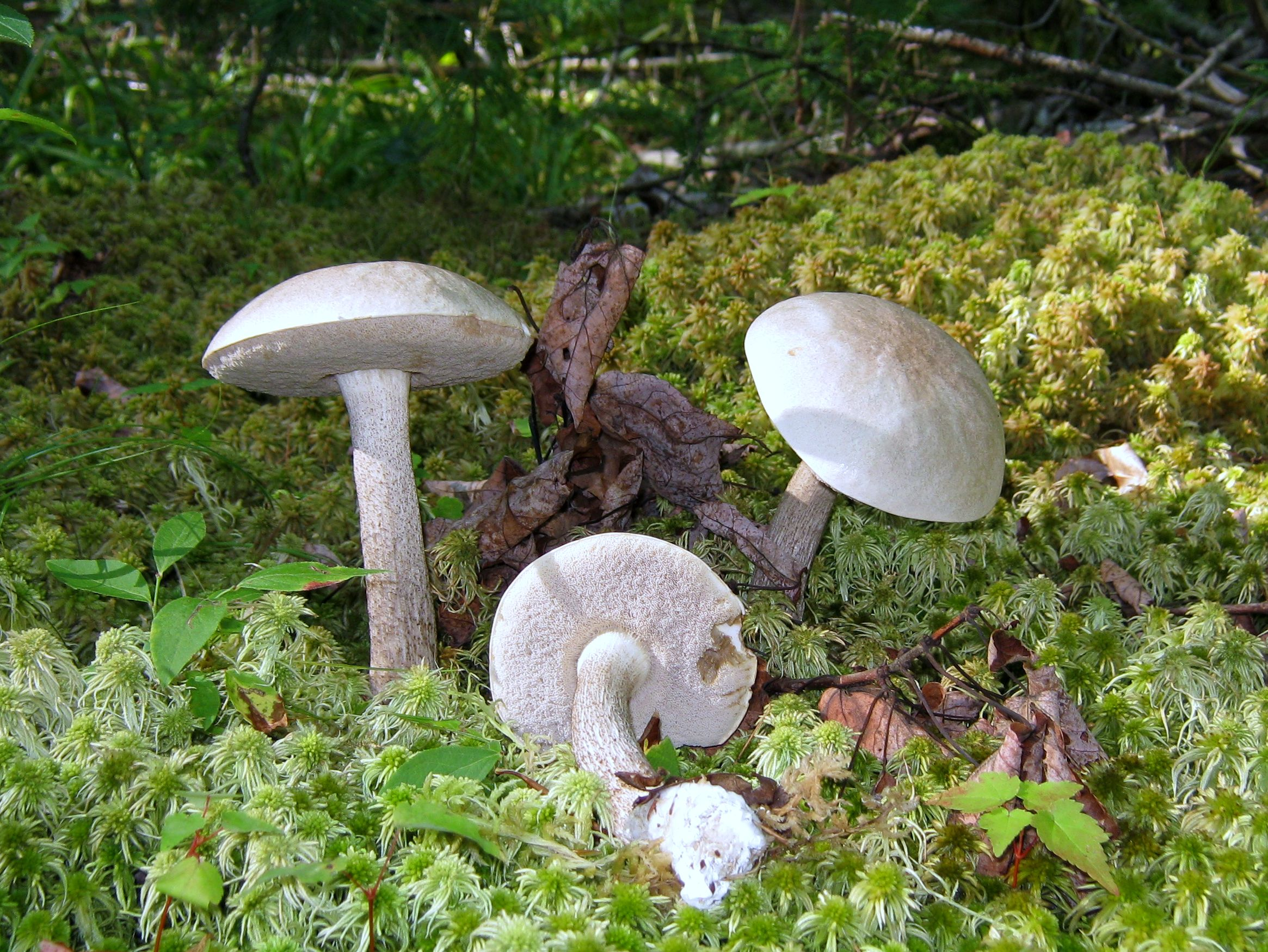
Kozák bílý

Kozák bílý (Leccinum holopus) je stopkovýtrusná hřibovitá houba. Můžeme ho nalézt od června do října.

## Výskyt
Roste převážně v rašeliništích nebo lesních mokřadech. Hojně se vyskytuje v severských rašeliništích, v České republice je vzácný.

## Popis
Houba tvoří mykorhizní vztahy s břízou. Je možné ho zaměnit s kozákem březovým.

### Klobouk

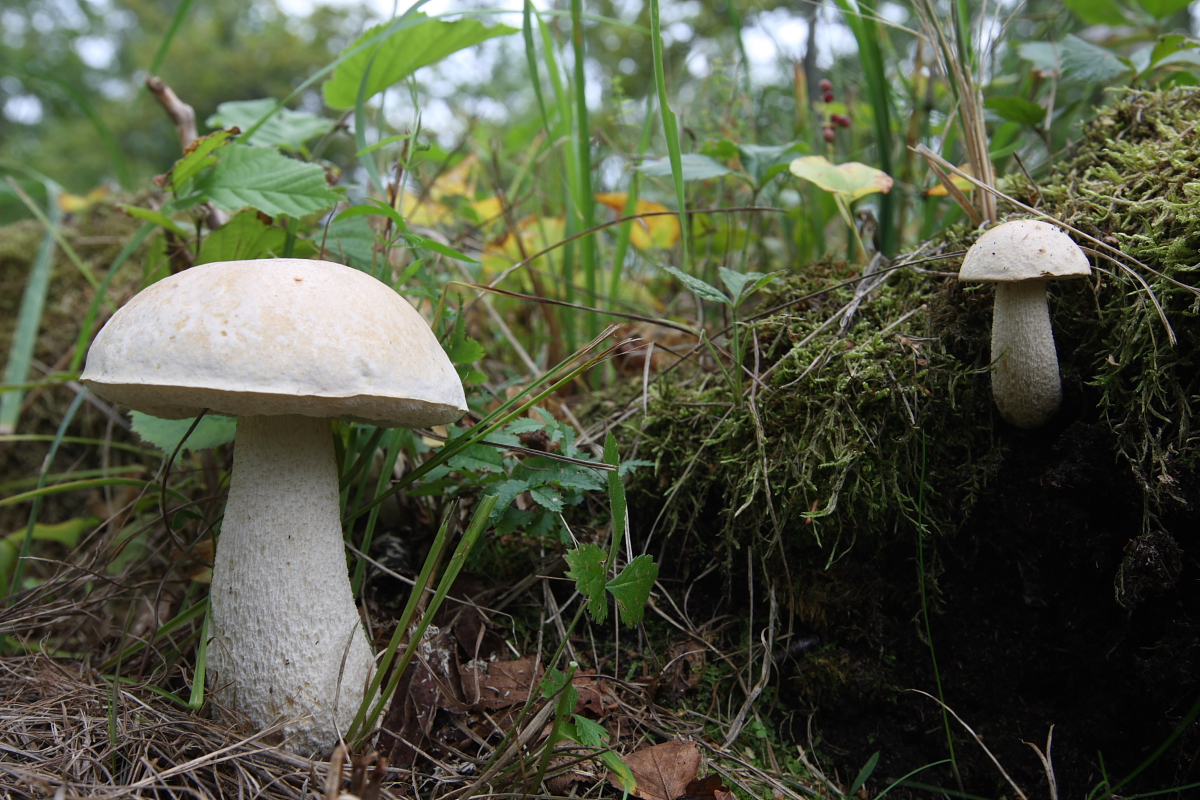
Kozák bílý, Leccinum holopus

Klobouk má 2–8 cm v průměru, v mládí polokulovitý později bochníkovitý. Barva je v mládí bílá a později se stává našedlou až nažloutlou. Po pomačkání hnědne. Rourkový hymenofor je 5–14 mm vysoký. V mládí je bílý, později až zelenavý odstín. Lze jej snadno oddělit od dužiny klobouku.

### Dužina
je bílá někdy nazelenalá, v dolní části třeně zelenomodrá. Chuť je mírná nebo slabě nakyslá, vůně nenápadná.

### Třeň
Výška třeně je 5–14 cm a tloušťka 1–1,5 cm. Jeho základní barva je bílá a povrch pokrývají odstávající bílé šupiny, které šednou, hnědnou nebo zelenají. Při tlaku modrají.

## Využití
Houba je jedlá. Má jemnou nakyslou chuť a skoro neznatelnou vůni. Kozák bílý je vhodný do všech houbových pokrmů.